# Clásica Internacional de Tulcán
La Clásica Internacional de Tulcán es una carrera ciclista amateur por etapas que se disputa en Ecuador anualmente. La primera edición fue en 2006 y su primer ganador el colombiano Fabio Duarte.
Durante la primera edición constó de un prólogo y tres etapas, pero ha ido evolucionando hasta un máximo de 9 etapas en 2012, aunque en la de 2019 volvió a ser de tres etapas. La prueba tomó mucho interés y prestigio, pasando rápidamente de ser una competencia de carácter local en Tulcán a una carrera de connotación internacional, superando incluso el interés en la propia Vuelta al Ecuador, tanto en número de etapas como en participación de equipos internacionales. Ha contado con la participación de ciclistas latinoamericanos de equipos profesionales de talla mundial como Fabio Duarte, Óscar Soliz, Richard Carapaz y Jonathan Caicedo.

## Historia
La primera edición no oficial data del año 2001; sin embargo, la primera edición con aval internacional fue en el 2006 aunque se suspendió durante dos años. Se retomó su organización ininterrumpida en el 2009 hasta la actualidad. En sus dos primeras ediciones era una competencia que recorría únicamente Tulcán y alrededores, pero el éxito alcanzado fue tal que, a partir de la tercera edición en 2010, se extendieron etapas a ciudades y provincias cercanas a la Provincia de Carchi, donde está ubicada Tulcán. Además, pasó de tener en competencia equipos locales a tener equipos ciclísticos profesionales continentales como Movistar Team Continental y EPM-UNE, entre otros.
La organización está a cargo del Gobierno Autónomo Descentralizado Municipal de Tulcán. La competencia se realiza en el mes de abril y, usualmente, se extiende hasta mayo. Aunque inicialmente fue planeada para ser una competencia anual, en 2014, 2016, 2017 y 2018 no se realizó por falta de patrocinadores. En 2020 y 2021, debido a la pandemia de COVID-19, se decidió no realizar la competencia.

## Palmarés
| - 2006: Fabio Duarte - 2009: Fabio Duarte - 2010: Jhonny Caicedo - 2011: Jorge Montenegro - 2012: Óscar Soliz - 2013: Byron Guamá - 2015: Joel Burbano - 2019: Byron Guamá - 2022: Robinson Chalapud |

## Palmarés por países
| País     | Victorias |
| -------- | --------- |
| Ecuador  | 5         |
| Colombia | 3         |
| Bolivia  | 1         |